# Louis Chancourtois
Louis Chancourtois (París, 6 de maig de 1785 - 1855) fou un compositor francès.
Ingressà en el conservatori l'any IX de la República, en el que va obtenir els primers premis de piano i harmonia. Se li deuen les òperes: La ceinture magique ou le faux astrologue, estrenada en el teatre Feydeau (1818); Charles XII et Pierre le Grand (en tres actes), representada en el mateix teatre el 1819; Le mariage difficile (1823), i La duchesse d'Alençon, en un acte, que fracassà en l'Opéra-Comique (1824).